# (8405) Asbolo
Asbolo (símbolo:) es el cuerpo menor del sistema solar n.º 8405; concretamente se trata de un centauro que orbita en el sistema solar exterior entre las órbitas de Júpiter y Neptuno. Fue descubierto el 5 de abril de 1995 por James V. Scotti y Robert Jedicke de Spacewatch en el Observatorio Nacional de Kitt Peak de Estados Unidos. Lleva el nombre de Asbolo, un centauro de la mitología griega y mide unos 66 km de diámetro.

## Órbita y clasificación

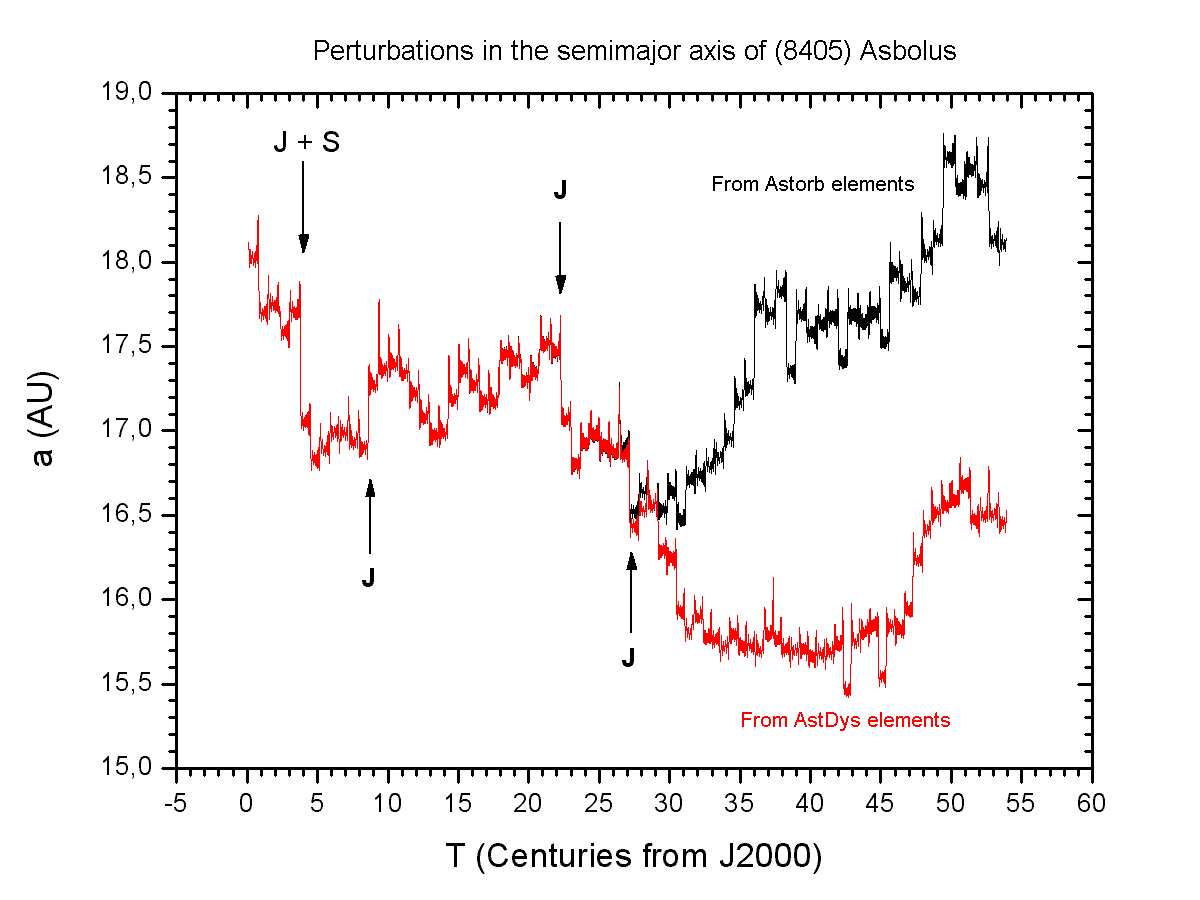
Perturbación orbital: cambios en el semieje mayor de Asbolo durante los próximos 5500 años. Después del encuentro con Júpiter en 2700 años, la órbita se vuelve impredecible.

Los centauros tienen vidas dinámicas cortas debido a las perturbaciones de los planetas gigantes. Se estima que Asbolo tiene una vida media orbital de aproximadamente 860 kiloaños. Actualmente se clasifica como un centauro SN ya que se considera que Saturno controla el perihelio y Neptuno controla el afelio.
Actualmente tiene un perihelio de 6,8 ua, por lo que también está influenciado por Júpiter. Centauros con un perihelio inferior a 6,6 ua están muy fuertemente influenciados por Júpiter y, a efectos de clasificación, se considera que tienen un perihelio bajo el control de Júpiter. En unos diez mil años, los clones de la órbita de Asbolo sugieren que su clasificación de perihelio puede estar bajo el control de Júpiter. 
Predecir la órbita general y la posición de Asbolo más allá de unos pocos miles de años es difícil debido a los errores en la trayectoria conocida, la amplificación del error por las perturbaciones debidas a todos los gigantes gaseosos y la posibilidad de perturbación como resultado de la desgasificación y fragmentación del cometa. En comparación con el centauro Nessus, la órbita de Asbolo es actualmente mucho más caótica.

## Denominación
Este planeta menor recibió su nombre de la mitología griega en honor a Asbolo (en griego: "hollín", "el negro"), un centauro capaz de leer presagios en el vuelo de las aves. Provocó un baño de sangre en el que los centauros Quirón y Folo encontraron la muerte a manos de Heracles. Los planetas menores Quirón, Folo y Heracles llevan el nombre de estas figuras mitológicas. El nombre oficial se publicó el 28 de septiembre de 1999.

## Características físicas
Nunca se han tomado imágenes de él pero, en 1998, la espectroscopia astronómica de su composición realizada por el telescopio espacial Hubble reveló un cráter de impacto reciente en su superficie, de menos de 10 millones de años. Los centauros son de color oscuro porque sus superficies heladas se han oscurecido después de una larga exposición a la irradiación solar y al viento solar. Sin embargo, los cráteres recientes excavan más hielo reflectante debajo de la superficie, y eso es lo que el  Hubble detectó en Asbolo.